# Hypocykloid

Hypocykloid kallas den kurva som en punkt på en cirkel beskriver, när cirkeln ifråga rullar på insidan av en annan större cirkel. Om förhållandet mellan cirklarnas radier är 1:2, blir hypercykloiden lika med diametern till den större cirkeln, vilket kan användas i maskiner för att överföra en rotation till en rätlinjig rörelse. Om förhållandet är 1:4 uppstår asteroiden, en stjärnformig kurva med fyra spetsar.